# Babele, Ismail
Babele (în ucraineană Озерне, transliterat: Ozerne; în rusă Озёрное, transliterat: Oziornoe), în trecut General Al. Averescu, este un sat în comuna Sofian-Trubaiovca din raionul Ismail, regiunea Odesa, Ucraina. Are 5.370 locuitori, preponderent români. În prezent, este cea mai mare localitate din sudul Basarabiei în care se vorbește predominant limba română.
Satul este situat la o altitudine de 36 metri, în partea nord-estică a raionului Ismail, pe malul estic al lacului Ialpug. El se află la o distanță de 20 km nord-est de centrul raional Ismail. În perioada interbelică, satul a purtat denumirea de General Al. Averescu.
Până în anul 1947 satul a purtat denumirea oficială de Babele (în ucraineană Бабель), în acel an el fiind redenumit Ozerne. De această comună depinde administrativ satul Novoozerne.

## Istoric
Satul Babele a fost fondat în anul 1774, după ce prin Tratatul de la Kuciuk-Kainargi, țăranilor moldoveni din ținutul aflat încă Imperiul Otoman li s-a permis să-și întemeieze sate noi. Satul a fost ridicat pe malul Lacului Ialpug. Denumirea satului provine din limba arabă, cuvântul „Bab” însemnând „ogradă”, iar „Bel”, „poartă”.
Prin Tratatul de pace de la București, semnat pe 28 mai/9 iunie 1812, între Imperiul Rus și Imperiul Otoman, la încheierea războiului ruso-turc din 1806–1812, Rusia a anexat aceste teritorii otomane dintre Dunăre și Marea Neagră, împreună cu estul Moldovei, denumind ansamblul Basarabia (în 1813) și transformându-l într-o gubernie împărțită în zece ținuturi (Hotin, Soroca, Bălți, Orhei, Lăpușna, Tighina, Cahul, Bolgrad, Chilia și Cetatea Albă, capitala guberniei fiind stabilită la Chișinău).
La începutul secolului al XIX-lea, conform recensământului efectuat de către autoritățile țariste în anul 1817, satul Babile făcea parte din Ocolul Izmailului al Ținutului Ismail.
În primăvara anului 1851 a început construcția bisericii din sat, care a fost sfințită la data de 22 mai 1864. În 1856, învățătorul Constantin Averescu a înființat aici o școală românească.
În urma Tratatului de la Paris din 1856, care încheia Războiul Crimeii (1853-1856), Rusia a retrocedat Moldovei o fâșie de pământ din sud-vestul Basarabiei (cunoscută sub denumirea de Cahul, Bolgrad și Ismail). În urma acestei pierderi teritoriale, Rusia nu a mai avut acces la gurile Dunării. În urma Unirii Moldovei cu Țara Românească din 1859, acest teritoriu a intrat în componența noului stat România (numit până în 1866 „Principatele Unite ale Valahiei și Moldovei”). În urma Tratatului de pace de la Berlin din 1878, România a fost constrânsă să cedeze Rusiei sudul Basarabiei.
La sfârșitul secolului al XIX-lea, sute de săteni și-au pierdut pământurile, fiind obligați să le vândă pe prețuri mici. În decembrie 1917, activiștii bolșevici au preluat conducerea în sat. Intervenția armatei române a dus la înăbușirea rebeliunii bolșevice.
După Unirea Basarabiei cu România la 27 martie 1918, satul Babele a făcut parte din componența României, în Plasa Bolgrad a județului Ismail. Pe atunci, majoritatea populației era formată din români. La recensământul din 1930, s-a constatat că din cei 3.310 locuitori din sat, 3.291 erau români (99.43%), 16 ruși (0.49%) și 3 evrei. 
În perioada interbelică, satul a purtat denumirea de General Al. Averescu. În 1926 a fost înființată aici o școală de 7 clase care a fost transformată în școală medie în 1967. În anul 1938 a fost construit aici și dat în folosință un cămin cultural.
Ca urmare a Pactului Ribbentrop-Molotov (1939), Basarabia, Bucovina de Nord și Ținutul Herța au fost anexate de către URSS la 28 iunie 1940. După ce Basarabia a fost ocupată de sovietici, Stalin a dezmembrat-o în trei părți. Astfel, la 2 august 1940, a fost înființată RSS Moldovenească, iar părțile de sud (județele românești Cetatea Albă și Ismail) și de nord (județul Hotin) ale Basarabiei, precum și nordul Bucovinei și Ținutul Herța au fost alipite RSS Ucrainene. La 7 august 1940, a fost creată regiunea Ismail, formată din teritoriile aflate în sudul Basarabiei și care au fost alipite RSS Ucrainene .
În perioada 1941-1944, toate teritoriile anexate anterior de URSS au reintrat în componența României. Apoi, cele trei teritorii au fost reocupate de către URSS în anul 1944 și integrate în componența RSS Ucrainene, conform organizării teritoriale făcute de Stalin după anexarea din 1940, când Basarabia a fost ruptă în trei părți. În război au luptat 284 săteni, 120 dintre ei murind pe front.
În anul 1947, autoritățile sovietice au schimbat denumirea oficială a satului din cea de Babele în cea de Ozerne („Ozer” în limba rusă înseamnă „lac"). În anul 1954, Regiunea Ismail a fost desființată, iar localitățile componente au fost incluse în Regiunea Odesa.
Începând din anul 1991, satul Babele face parte din raionul Ismail al regiunii Odesa din cadrul Ucrainei independente. În prezent, satul are 5.370 locuitori, preponderent români (moldoveni).
În anul 1998, președintele României, Emil Constantinescu, a efectuat o vizită oficială în Bugeac, la Babele, Ismail și Reni.

## Economie
Locuitorii satului Babele se ocupă în principal cu agricultura, creșterea animalelor și pescuitul.

## Cultură
Școala din localitate este cu predare în limba română și are peste 1.000 de elevi.

## Personalități
- Moise Pacu (1853-1941) - profesor, doctor în drept, autor de manuale, senator de Galați
- Alexandru Averescu (1859-1938) - mareșal al Armatei Române, ministrul afacerilor externe (1918), ministrul apărării naționale (1906-1909), prim-ministrul României (1918, 1920-1921, 1926-1927). Era fiul învățătorului din sat și director al școlii, Constantin Averescu.
- Nicolae Ghibu (n. 1936) - regizor de film din Republica Moldova
- Nicolae Petrică (n. 1944) - general de brigadă din Republica Moldova
- Valeriu Babansky (1945-2009) - scriitor din Republica Moldova
- Sergiu Finiti (n. 1952) - actor și interpret de muzică folk din Republica Moldova
- Alexandru Teleuță (n. 1952) - savant, profesor, doctor în agronomie, director al Grădinii botanice din Chișinău
- Eugen Tomac (n. 1981) - politician, istoric și jurnalist român, redactor al revistei de cultură istorică „Magazin istoric”, profesor de istorie la Institutul Eudoxiu Hurmuzachi pentru românii de pretutindeni, secretar de stat pentru relațiile cu românii de pretutindeni
- Svetlana Sciuca (n. 1961) - profesor universitar, doctor habilitat în științe medicale, medic pediatru, savant, șef catedră, Universitatea de Stat de Medicină și Farmacie „Nicolae Testemițanu” din Republica Moldova

## Demografie
Componența lingvistică a localității Babele
     Română (95,66%)
     Rusă (1,3%)
     Romani (1,28%)
     Alte limbi (1,34%)
Conform recensământului din 2001, majoritatea populației localității Babele era vorbitoare de română (95,66%), existând în minoritate și vorbitori de rusă (1,3%) și romani (1,28%).
1930: 3.310 (recensământ)
2001: 5.370 (recensământ)

## Obiective turistice
- Monumentul eroilor sovietici din Marele Război pentru Apărarea Patriei